# パパイラス
パパイラス（Papyrus、1920年 - 1941年）は、イギリスで競走生活を送ったサラブレッドの競走馬、および種牡馬。1923年にダービーステークスを優勝し、アメリカ合衆国のケンタッキーダービー馬とマッチレースで対決した。馬名はパピルスの英語読み。

## 経歴
2歳になった1922年に競走馬としてデビューし、同年にステークス競走を含む6勝を挙げた。3歳時にはスティーヴ・ドノヒュー騎乗のもとでダービーステークスに出走し、ファロスを下して優勝した。同年はセントレジャーステークスでもトランキールの2着に入っている。
この年の9月、パパイラスとアメリカのダービーに相当するケンタッキーダービー優勝馬ゼヴとのマッチレース（ベルモントパーク競馬場・ダート1マイル1/2）が組まれた。この競走はイギリス・アメリカのダービー馬2頭の対決として大いに注目を集めた。この遠征に際して、パパイラス陣営はドノヒューと調教師、さらに馬丁2人が付き添って乗船し、さらに特別に調整された飼料、帯同馬、そして厩舎の猫も一緒に連れて行った。
対決の場となった当日のベルモントパーク競馬場は不良馬場で、しかもパパイラスにとっては初となるダートコースでの競馬であった。不慣れな環境であったほか、レース中はゼヴの蹴り上げた泥にひるんで前に行けなくなり、勝ったゼヴから5馬身離されてレースを終えた。
イギリス帰国後、パパイラスは大競走での優勝こそなかったが、エクリプスステークスやジョッキークラブステークスで2着に入っている。4歳になった1924年に引退した。
引退後は種牡馬となったが、産駒はあまり走らず、ほとんど成功できなかった。しかし繁殖入りしてから功績を挙げた産駒もおり、その代表に1926年生のオシリスがいる。同馬はウッドコートステークスなどの勝ち馬で、アメリカに輸出されたあとにカナダのリーディングサイアーを4回獲得した。また、フランスでシャンティイ大賞などに勝ったコスキラ（1933年生）は繁殖牝馬としてプリンスキロ（北アメリカリーディングサイアー7回）を産んでいる。

## 評価

### 主な勝鞍
※当時はグレード制未導入
1922年（2歳）
プレンダーガストステークス
1923年（3歳）
ダービーステークス、チェスターヴァーズ、デュークオブヨークステークス
2着 - セントレジャーステークス、エクリプスステークス、ジョッキークラブステークス、マッチレース（対ゼヴ）
1924年（4歳）
2着 - エクリプスステークス、ジョッキークラブステークス

## 血統表
| Papyrusの血統                      | Papyrusの血統                                                               | Papyrusの血統                                                               | （血統表の出典）                                                            | （血統表の出典） |
| 父系                               | エクリプス系                                                                | エクリプス系                                                                | エクリプス系                                                                | [ § 2 ]          |
| 父 Tracery 1909 黒鹿毛 アメリカ    | 父の父Rock Sand 1900 黒鹿毛 イギリス                                        | Sainfoin                                                                    | Springfield                                                                 | Springfield      |
| 父 Tracery 1909 黒鹿毛 アメリカ    | 父の父Rock Sand 1900 黒鹿毛 イギリス                                        | Sainfoin                                                                    | Sanda                                                                       |                  |
| 父 Tracery 1909 黒鹿毛 アメリカ    | 父の父Rock Sand 1900 黒鹿毛 イギリス                                        | Roquebrune                                                                  | St. Simon                                                                   | St. Simon        |
| 父 Tracery 1909 黒鹿毛 アメリカ    | 父の父Rock Sand 1900 黒鹿毛 イギリス                                        | Roquebrune                                                                  | St. Marguerite                                                              |                  |
| 父 Tracery 1909 黒鹿毛 アメリカ    | 父の母Topiary 1901 黒鹿毛 イギリス                                          | Orme                                                                        | Ormonde                                                                     | Ormonde          |
| 父 Tracery 1909 黒鹿毛 アメリカ    | 父の母Topiary 1901 黒鹿毛 イギリス                                          | Orme                                                                        | Angelica                                                                    |                  |
| 父 Tracery 1909 黒鹿毛 アメリカ    | 父の母Topiary 1901 黒鹿毛 イギリス                                          | Plaisanterie                                                                | Wellingtonia                                                                | Wellingtonia     |
| 父 Tracery 1909 黒鹿毛 アメリカ    | 父の母Topiary 1901 黒鹿毛 イギリス                                          | Plaisanterie                                                                | Poetess                                                                     |                  |
| 母 Miss Matty 1914 黒鹿毛 イギリス | 母の父Marcovil 1903 栗毛 イギリス                                           | Marco                                                                       | Barcaldine                                                                  | Barcaldine       |
| 母 Miss Matty 1914 黒鹿毛 イギリス | 母の父Marcovil 1903 栗毛 イギリス                                           | Marco                                                                       | Novitiate                                                                   |                  |
| 母 Miss Matty 1914 黒鹿毛 イギリス | 母の父Marcovil 1903 栗毛 イギリス                                           | Lady Villikins                                                              | Hagioscope                                                                  | Hagioscope       |
| 母 Miss Matty 1914 黒鹿毛 イギリス | 母の父Marcovil 1903 栗毛 イギリス                                           | Lady Villikins                                                              | Dinah                                                                       |                  |
| 母 Miss Matty 1914 黒鹿毛 イギリス | 母の母Simonath 1905 鹿毛 イギリス                                           | St. Simon                                                                   | Galopin                                                                     | Galopin          |
| 母 Miss Matty 1914 黒鹿毛 イギリス | 母の母Simonath 1905 鹿毛 イギリス                                           | St. Simon                                                                   | St. Angela                                                                  |                  |
| 母 Miss Matty 1914 黒鹿毛 イギリス | 母の母Simonath 1905 鹿毛 イギリス                                           | Philomath                                                                   | Philammon                                                                   | Philammon        |
| 母 Miss Matty 1914 黒鹿毛 イギリス | 母の母Simonath 1905 鹿毛 イギリス                                           | Philomath                                                                   | Chrysalis                                                                   |                  |
| 母系(F-No.)                        | 16号族(FN:16-f)                                                             | 16号族(FN:16-f)                                                             | 16号族(FN:16-f)                                                             | [ § 3 ]          |
| 5代内の近親交配                    | St. Simon・Angelica 4×4×3 = 25.00%、Hermit 5×5×5 = 9.38%、Solon 5×5 = 6.25% | St. Simon・Angelica 4×4×3 = 25.00%、Hermit 5×5×5 = 9.38%、Solon 5×5 = 6.25% | St. Simon・Angelica 4×4×3 = 25.00%、Hermit 5×5×5 = 9.38%、Solon 5×5 = 6.25% | [ § 4 ]          |
| 出典                               | 1. 2. 3. 4.                                                                 | 1. 2. 3. 4.                                                                 | 1. 2. 3. 4.                                                                 | 1. 2. 3. 4.      |